# Botlihski jezik
Botlihski jezik (ISO 639-3: bph; ruski ботлихский язык, botlix, buykhadi), kavkaski jezik sjeveroistočne porodice kojim govori oko 5.500 Botliha (2006 Koryakov) u zapadnom Dagestanu, poglavito u selima Buikhe, Ashino.
Pripada andijskoj podskupini avarsko-andijskih jezika. Svoga pisma nemaju nego se koristi avarsko. Dva su dijalekta: botlihski, zibirhalinski.

## Vanjske poveznice
- Ethnologue (14th)
- Ethnologue (15th)